# Манга (Румунія)
Манга (рум. Manga) — село у повіті Димбовіца в Румунії. Входить до складу комуни Войнешть.
Село розташоване на відстані 95 км на північний захід від Бухареста, 21 км на північний захід від Тирговіште, 142 км на північний схід від Крайови, 70 км на південь від Брашова.

## Населення
За даними перепису населення 2002 року у селі проживали 734 особи, з них 730 осіб (99,5%) румунів. Рідною мовою 730 осіб (99,5%) назвали румунську.